# Morgan Rielly
Morgan Frederick Rielly (* 9. März 1994 in West Vancouver, British Columbia) ist ein kanadischer Eishockeyspieler, der seit August 2012 bei den Toronto Maple Leafs in der National Hockey League unter Vertrag steht. Mit der kanadischen Nationalmannschaft gewann der Verteidiger die Goldmedaille bei der Weltmeisterschaft 2016.

## Karriere
Rielly spielte für die Notre Dame Hounds in der kanadischen Juniorenliga Saskatchewan Midget Hockey League (SMHL), als er beim Bantam Draft 2009 der Western Hockey League (WHL) an zweiter Gesamtposition von den Moose Jaw Warriors selektiert wurde. Nach einer weiteren Saison in der SMHL wechselte er zu Beginn der WHL-Spielzeit 2010/11 in den Kader der Warriors. In seiner Rookiesaison in der WHL kam er in 65 Partien zum Einsatz, dabei gelangen ihm 29 Scorerpunkte. In der Folgesaison zog er sich nach 18 Spielen, in denen er einen Punkteschnitt von 1 pro Partie vorweisen konnte, einen Kreuzbandriss zu und fiel für den Rest der regulären Saison aus. Nach mehreren Monaten Pause kehrte Morgan Rielly zu Beginn des Eastern-Conference-Finales zu seinem Team zurück und absolvierte alle fünf Partien Moose Jaws gegen die Edmonton Oil Kings, gegen die sie im fünften Spiel der Best-of-Seven-Serie unterlagen.
Beim NHL Entry Draft 2012 wurde er in der ersten Runde an fünfter Position von den Toronto Maple Leafs selektiert. Er verblieb vorerst im Kader der Warriors, ehe er seit Beginn der Saison 2013/14 im NHL-Kader der Maple Leafs steht. Im April 2016 unterzeichnete er einen neuen Sechsjahresvertrag in Toronto mit einem Gesamtvolumen von 30 Millionen US-Dollar. In der Spielzeit 2017/18 verzeichnete er seine bisher beste persönliche Statistik, als er 52 Scorerpunkte in 76 Spielen erzielte. Diese steigerte er im Folgejahr um weitere 20 Punkte, womit er sich unter den Abwehrspielern der Liga hinter Brent Burns (83) und Mark Giordano (74) auf dem dritten Rang platzierte. Im Oktober 2021 wurde sein Vertrag in Toronto vorzeitig um acht Jahre verlängert, wobei er ab der Spielzeit 2022/23 ein durchschnittliches Jahresgehalt von 7,5 Millionen US-Dollar erhalten soll.

### International
Morgan Rielly war Mitglied des Teams Canada Pacific, das bei der World U-17 Hockey Challenge 2011 die Bronzemedaille gewinnen konnte. Der Verteidiger vertrat sein Heimatland mit der kanadischen Nationalmannschaft erstmals bei der U18-Weltmeisterschaft 2011. Bei diesem Turnier belegte er mit seinem Team den vierten Platz, nachdem die Kanadier das Halbfinale gegen US-amerikanische Auswahl verloren und im anschließenden Spiel um Platz drei der russischen Mannschaft unterlagen. Einen weiteren Einsatz hatte er beim Ivan Hlinka Memorial Tournament 2011, bei dem er sich mit den Kanadiern die Goldmedaille erspielen konnte.
Bei der U20-Weltmeisterschaft 2013 vertrat er die U20-Nationalmannschaft seines Heimatlandes und erreichte dabei mit dem Team den vierten Platz. Im Jahr darauf debütierte er im Senioren-Bereich, als er mit dem Team Canada den fünften Platz bei der Weltmeisterschaft 2014 belegte. Zwei Jahre später gehörte Rielly erneut zum kanadischen Aufgebot und gewann bei der WM 2016 die Goldmedaille.

## Erfolge und Auszeichnungen
- 2010 SMHL-Meisterschaft mit den Notre Dame Hounds
- 2013 WHL East First All-Star-Team
- 2024 Teilnahme am NHL All-Star Game

### International
- 2011 Bronzemedaille bei der World U-17 Hockey Challenge
- 2011 Goldmedaille beim Ivan Hlinka Memorial Tournament
- 2016 Goldmedaille bei der Weltmeisterschaft

## Karrierestatistik
Stand: Ende der Saison 2024/25

### International
| Vertrat Kanada bei: - World U-17 Hockey Challenge 2011 - U18-Junioren-Weltmeisterschaft 2011 - Ivan Hlinka Memorial Tournament 2011 | - U20-Junioren-Weltmeisterschaft 2013 - Weltmeisterschaft 2014 - Weltmeisterschaft 2016 | Vertrat Team Nordamerika bei: - World Cup of Hockey 2016 |

(Legende zur Spielerstatistik: Sp oder GP = absolvierte Spiele; T oder G = erzielte Tore; V oder A = erzielte Assists; Pkt oder Pts = erzielte Scorerpunkte; SM oder PIM = erhaltene Strafminuten; +/− = Plus/Minus-Bilanz; PP = erzielte Überzahltore; SH = erzielte Unterzahltore; GW = erzielte Siegtore; 1 Play-downs/Relegation; Kursiv: Statistik nicht vollständig)